# 국가자본주의
국가자본주의(國家資本主義, 독일어: Staatskapitalismus, 영어: State Capitalism, 러시아어: Государственный капитализм)는 자본주의 계획 경제라고도 하며, 자본주의 경제체제 속에서의 국가주의적인 대량의 국유화 정책을 의미한다. 또한, 공산권 국가에서는 '공산주의 신경제정책'이라고도 하였는데, 토대는 소련의 레닌이 러시아 혁명 후 한때, 도입해 적용을 시험하였으며, 국가에서 자본을 얻기 위해 실시했던 사회적 경제 제도였다. 마찬가지로, 자본주의 체제의 국가들에서는 국가 위기 상황에서 불가피한 경제적 상황을 돌파하기 위해 필요시 사용했던 개념의 제도이지만, 군국주의나 공산주의 체제의 국가에서는 제국주의 국가와 사실상 마찬가지로 전시 상태에서의 과거 경제정책으로 한때 이해되기도 했다. 1920년대 중반 이후 소련에서는 '신경제정책'이라고 불렸으며, 중화인민공화국에서는 '수정공산주의'라고 불렸던 경제 정책이다.

## 개요

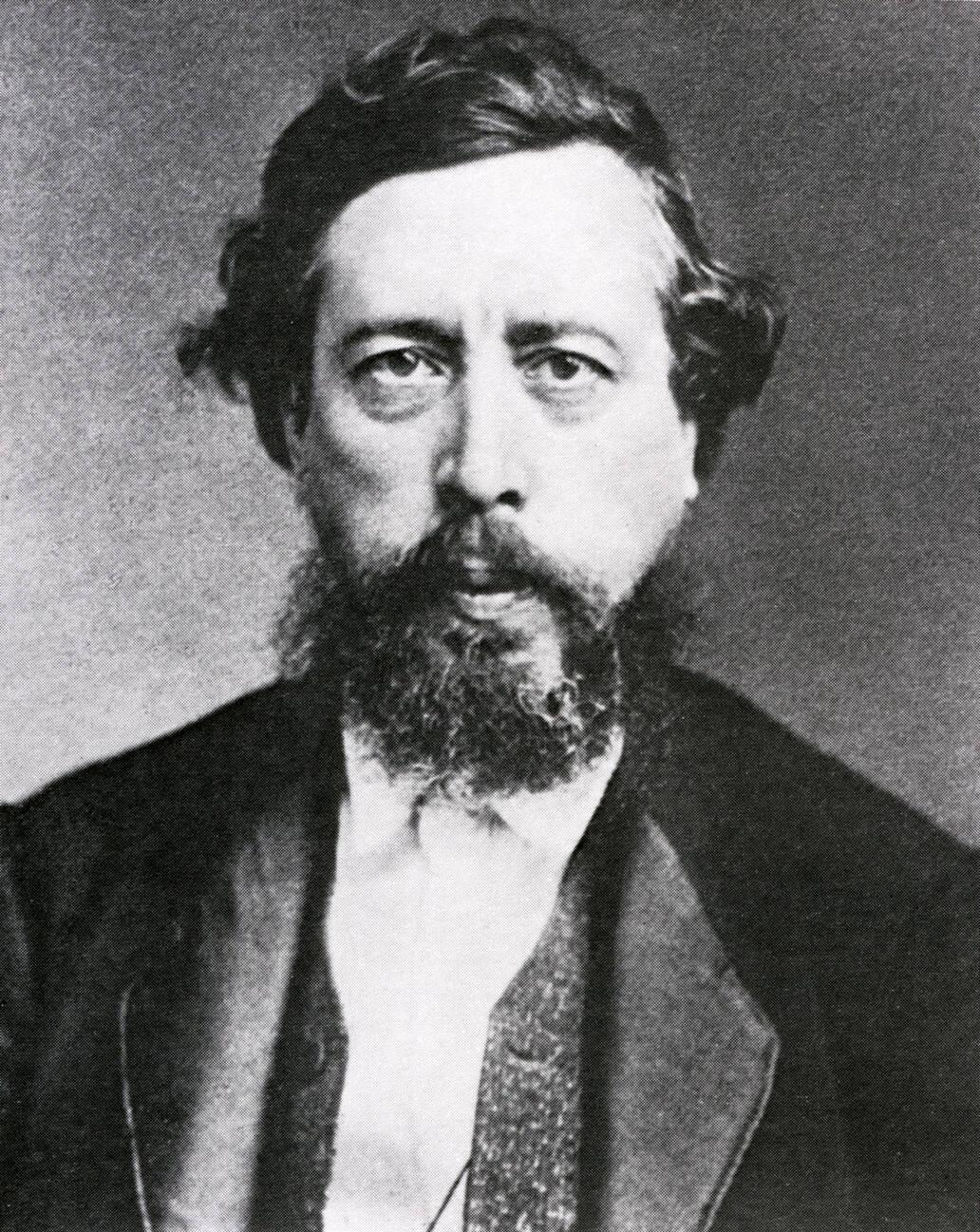
국가자본주의라는 용어를 처음으로 사용한 빌헬름 리프크네히트

'국가자본주의'라는 용어는 제일 처음으로 1896년 빌헬름 리프크네히트라는 독일 사회주의자에 의해서 사용되었으며, 그 당시는 사회민주주의자들이 공산주의자들의 당소유화 정책을 비판할 때 사용한 하나의 '멸칭'으로 쓰이기도 했다.
제1차 세계 대전 이후 국가자본주의적인 경제정책을 단행하여 큰 성장을 거둔 나라로는 대표적으로 독일 제국이 있다. 이 정책의 통상적 명칭은 국가자본주의이지만 마르크스주의에서도 이 사상이 언급되었지만 그 사상적 내원은 프리드리히 리스트이다. 당시 마르크스주의에서는 이 정책을 '국가자본주의'라고 표기하지는 않았고 '사회주의를 위한 자연 경제'라고 표현하였다. 그러나 어디까지 이러한 언급에서는 생산수단을 사회화하는 명목에서 이 경제정책이 유효하다는 전제가 있었기 때문에, 오늘날 급진적으로 국유화 자본주의를 의미하는 국가자본주의가 이러한 최초의 사상이 의미했던 '사회주의를 위한 자연 경제'와는 많이 대비되는 것이었다고 할 수 있다. 또한 19세기에서 20세기를 걸쳐 사회주의자들이 사용하던 용어였다. 그러나 소련 붕괴로 공산권 국가가 대량 붕괴한 이후 국가자본주의는 국가통제주의적 지배하에서 국가적 정책을 행하는 자본주의 체제 안에서의 제도를 일컫는 용어 그 이하, 이상도 아니다.

### 국가사회주의와의 차이
국가자본주의라는 용어는 빌헬름 리프크네히트가 처음 사용한 사람이었다. 그가 처음으로 이 용어를 사용한 이유는 국가사회주의와 국가자본주의를 비교하기 위함이었다. 빌헬름은 국가사회주의와 국가자본주의 이 둘의 관계는 상부구조와 하부구조로 표현했는데 국가사회주의는 언뜻 국가자본주의와 반의어 같지만, 국가사회주의는 국가자본주의를 포용하는 개념이라고 설명했다. 사실상 이 두 용어의 뚜렷한 차이점은 없으며, 굳이 차이점을 말한다면, 국가사회주의의 국가자본주의적 국유화 목적은 대량의 국유화 정책으로 국가가 직접 노동자를 관리하여 혹독한 국가 상황을 이겨내기 위한 환경 문제를 해결해야 한다고 주장하였다. 그러나 국가자본주의는 단순히 국가사회주의가 실현하고자 했던 경제 정책일 뿐이었다.

### 국가자본주의의 또 다른 의미
자본주의 체제의 국가에서 국가자본주의는 하나의 과도 정책이며, 자본주의 체제 속에서 대량의 국가 경제 계획을 실천한다는 뜻과 거의 다를 바 없다. 또한, 현재에서의 의미도 그와 같다. 그러나 공산주의계에서는 국가자본주의라고 부르지 않았고 신경제정책이라 불렸다. 오늘날 이 둘은 거의 같은 뜻이지만 현실 공산주의계에서는 국가자본주의와 신경제정책을 구분하기 시작했으며, 국가자본주의는 부정부패와 국가혼란 상황을 막기 위한 국가적 진작의 필요에서 사실상 성립하기 시작했다.
하지만, 평의회주의자들과 클리프주의자들이나 좌파 공산주의자들 그리고 아나키스트들을 비롯한 일부 좌파들은 소련 및 구 공산권 국가들의 신경제 정책이 사실 공산주의 본질에서 벗어났으며 자본주의로 우회하고자 했던 것이라고 비판한다.
아나르코공산주의자인 엠마 골드만은 1935년 "러시아에는 공산주의가 없다(There Is No Communism in Russia)"라는 글을 통해 소련을 국가자본주의로 비판한다.
| “ | 공산주의는 인간 평등의 이상이다. 이것은 인간에 의한 인간의 착취를 모든 노예제와 억압의 원천으로 간주한다. 이것은 경제적 불평등이 사회적 불의를 초래하며, 도덕적, 지적, 진보의 적이라고 말한다. 공산주의는 생산과 유통 수단의 공동 소유의 결과로 계급이 폐지된 사회를 목표한다. 이것은 무계급적이고 연대적인 연방을 통해서만 인간의 자유와 평화와 안녕을 달성할 수 있다고 가르친다…… 볼셰비키 공산주의의 근간을 이루는 근본적인 아이디어를 고려해 보자. 이것은 중앙집권화된 권위주의적 형태를 가진다. 이것은 오로지 당의 강압과 폭력에 기반을 두고 있다. 이것은 자발적인 연합을 통한 공산주의가 아니다. 이것은 강제적인 당 공산주의이다…… 공산주의의 첫 번째 요건은 토지와 생산 기계와 유통의 사회화이다. 사회화된 토지와 기계는 인민에게 속하여, 개인이나 집단들이 그들의 필요에 따라 사용한다. 러시아에서 토지와 기계는 사회화되지 않았고 당소유가 되었다…… 무언가가 개인이나 단체에 속하지 않을 때 이것은 사회화되거나 국유화된 것이다. 만약 그것이 당소유가 되었다면, 이는 당에 속한 것이며, 당이 그것을 통제하여 당의 소망과 견해에 따라 처분할 수 있다. 그러나 그것이 사회화되었을 때는, 모든 개인이 이에 자유로이 접근하여 누구로부터의 간섭없이 사용할 수 있다. 러시아에서는 토지와 생산과 유통의 사회화도 국유화도 없다. 모든 것이 당소유가 되었으며, 당에게 속한다. 이는 미국의 우체국이나 독일이나 다른 유럽 국가들의 철도의 상황과 정확히 동일하다. 그것에는 공산주의에 관한 것이 없다...... 존재하는 모든 자원은 당의 소유가 되었고, 대외 무역은 절대적 독점 상태다. 모든 출판업계는 당에 속하며, 당은 모든 책과 간행물의 유일한 출판자이다. 간단히 말해서, 고대에 모든 것이 왕의 재산이었던 것처럼, 온 나라와 그 안의 모든 것들은 당의 재산인 것이다...... 그러한 조건은 아마도 국가자본주의라 불릴 수 있을 것이며, 이를 이떤 면에서든 공산주의적이라고 부르는 것은 터무니 없는 일이다...... 이제 분명히 하자 소비에트 러시아는 정치적으로는 절대적인 독재국이며, 경제적으로는 국가자본주의의 추잡한 형태에 불과하다. | ” |

아나키스트들은 자본주의 사회에서 노동자들이 생산수단을 소유한 자본가 계급에게 복종해야 하는 것처럼, 구 공산권 국가에선 이를 소유한 공산당(국가 권력을 장악한)에게 복종해야 하기 때문에 노동자들의 위치는 달라지지 않았다고 생각한다. 따라서 구 공산권 국가의 공산당은 노동계급의 대변인이 아니라 "새로운 계급"(지배계급)에 불과하다는 결론을 내림으로서 이를 사회주의나 공산주의 체제로 인정하지 않는다.
좌파공산주의자인 오토 륄레(Otto Rühle)는 그의 "파시즘에 대한 투쟁은 볼셰비즘에 대한 투쟁과 함께 시작된다(The Struggle Against Fascism Begins with the Struggle Against Bolshevism, 1939)"라는 글을 통해 러시아(소련)는 파시스트 국가 체제의 모범이 되었으며, 이들의 경제 체제는 근본적으로 소비에트가 아니라, 국가 자본주의라고 비판한다.
| “ | 레닌의 저작에 묘사된 볼셰비즘의 형상을 비판적으로 바라본다면, 다음의 요점들이 볼셰비즘의 특징으로 인식되는 것을 확인할 수 있다. 1. 볼셰비즘은 민족주의적 독트린이다. 볼셰비즘은 그 근원과 본질에서 국가적 문제를 해결하기 위해 탄생했으며, 나중에서야 국제적 범위의 이론과 실천으로서 일반적 독트린으로 승격되었다. 이 민족주의적 특징은 억압된 민족의 민족적 독립을 위한 투쟁에 대한 입장에서도 빛을 발한다. 2. 볼셰비즘은 권위주의적인 체계이다. 볼셰비즘의 사회 피라미드의 꼭대기는 가장 중요하고 결정적인 지점이다. 권위는 모든 권력을 지닌 전능한 자에게서 실현된다. 이 지도자 신화에서 부르주아 인격의 이상은 그것의 최상의 승리를 기리게 된다. 3. 조직적으로 볼셰비즘은 고도로 중앙집권적이다. 중앙위원회는 모든 발의, 리더십, 지시, 명령의 권한이 있다. 부르주아 국가에서와 마찬가지로, 조직의 주요한 구성원들은 부르주아지의 역할을 한다. 노동자의 유일한 역할은 그들의 명령에 복종하는 것이다. 4. 볼셰비즘은 군사적인 무력 통치를 표현한다. 정치 권력을 향한 독점적인 관심은 전통적인 부르주아적 의미에서의 지배 형태와 다르지 않다. 제대로 된 볼셰비키의 조직 안에서 조차 구성원들의 자기 결정권은 존재하지 않는다. 군대는 위대한 모범으로서 당에게 봉사한다. 5. 볼셰비즘은 독재적이다. 야만적인 무력과 공포적인 조치들로서 이들은 모든 비볼셰비키적 제도와 의견을 탄압할 것을 지시한다. 이들이 말하는 ‘프롤레타리아 독재’란 관리의 독재나 일인 독재를 의미할 뿐이다. 6. 볼셰비즘은 기계적인 방법론이다. 이것은 사회질서의 이상향으로서 기술적으로 순응이 보장되며 자동적으로 그 체계가 조정되는 가장 효율적인 전체주의를 지향한다. 중앙집권적으로 계획된 경제는 의도적으로 기술 조직적 문제를 사회 경제적 질문과 혼동하게 한다. 7. 볼셰비즘의 사회구조는 부르주아적 성격을 지닌다. 이것은 임금노동을 폐지하지 않을 뿐만 아니라 프롤레타리아가 노동의 산물에 대한 자기 결정권을 취하는 것을 부정한다. 이것은 근본적으로 부르주아 사회질서의 계급구조를 유지한다. 자본주의는 영속된다. 8. 볼셰비즘은 오직 부르주아 혁명의 틀 안에서만 혁명적인 요소이다. 소비에트를 실현할 수 없을 뿐만 아니라, 부르주아 사회와 그 경제의 구조를 본질적으로 변화시킬 수 없다. 이것은 소비에트가 아니라 국가자본주의를 수립한다. 9. 볼셰비즘은 결국 소비에트 사회로 이어지는 다리가 아니다. 소비에트가 없다면, 사람과 사물의 급진적이고 총체적인 혁명이 없다면, 이것은 자본주의적 인간 자기소외의 폐지라는 가장 근본적인 소비에트의 요구를 실현 시킬 수 없다. 이것은 새로운 사회를 향한 첫걸음이 아니라, 부르주아 사회의 마지막 단계를 표현할 뿐이다. 이 아홉개의 요점들은 볼셰비즘과 소비에트 사이의 화해할 수 없는 대립을 나타낸다. 이것은 볼셰비키 운동의 부르주아적 성격을 필요한 모든 명확성을 통해 입증하며, 이것의 파시즘과의 밀접한 관계를 지적한다. 민족주의, 권위주의, 중앙집권주의, 지배자의 개인숭배, 무력 통치, 공포 정치, 기계적 접근 그리고 사회화를 실현할 수 없는 무능, 이러한 파시즘의 본질적인 요소들은 볼셰비즘 안에 이미 존재했으며 여전히 그렇다. 파시즘은 단지 볼셰비즘의 복제품일 뿐이다. 이런 이유로 인하여 이중 하나에 대한 투쟁은 반드시 또 다른 하나에 대한 투쟁과 함께 시작되어야 한다. | ” |

### 중국 특색 사회주의
여러 학자들은 덩샤오핑의 중국 특색 사회주의가 국가자본주의에서 영향을 받은 것이라는 결론을 내린다. 특히 정치경제학자 이안 브레머는 중화인민공화국은 개혁 개방 이후 경제적 자본주의나 노동자의 편의를 도모하는 소비에트의 길을 걸은 것이 아니며, 빈부격차를 없애려는 것도 아닌, 나라 주도로 우호적 국가와 협력 하에 시장을 주도하는 경제 정책을 우선시했기 때문에, 국가적 자본주의를 실시한 것 같다고 주장한다.

## 비판
국가자본주의는 국가 계획 정책과 사실상 마찬가지로 시장 경제와 병행되어야 하며, 그렇지 않다면 시장 매커니즘 구조에 흠집을 생기게 할 수 있다고 지적된다.

## 같이 보기
- 개발도상국
- 자본주의
- 흐루쇼프
- 류사오치
- 사회주의
- 리콴유